# Kaiserlich Mandschurische Garde

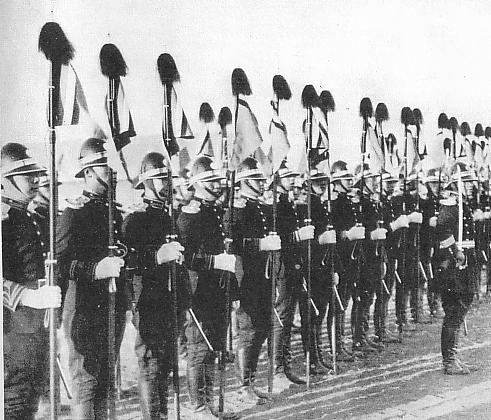
Einheit der Kaiserlich Mandschurischen Garde in Paradeuniform

Die Kaiserlich Mandschurische Garde (chinesisch 禁衛隊 / 禁卫队, Pinyin Jīnwèiduì, W.-G. Chinweitui, jap. Lesung Kin’eitai) war eine Eliteeinheit der Streitkräfte des japanischen Marionettenstaats Mandschukuo, die im Jahr 1933 aufgestellt wurde. Ihre Aufgabe war der Schutz des mandschurischen Kaisers Kangde und der Mitglieder der Regierung. Die Garde hatte ihren Stützpunkt in der Hauptstadt Xinjing, nahe dem kaiserlichen Palast.

## Geschichte
Die Kaiserliche Garde wurde nach dem Vorbild der Kaiserlichen Garde Japans aufgebaut und wurde hauptsächlich gegründet um die kaiserliche Familie zu schützen. Sie bestand aus ausgewählten Soldaten, welche der Ethnie der Mandschu angehören mussten und unabhängig von der mandschurischen Armee ausgebildet wurden. Obwohl sie hauptsächlich zeremonielle Zwecke erfüllten und mit Säbeln ausgestattet waren, erhielten sie auch die neuesten Waffen. Ihre Uniformen waren grau oder schwarz mit silbernen oder goldenen Insignien und fünffarbigen, fünfzackigen Sternen auf ihren Helmen und Käppis. Die Farben waren Gelb, Rot, Blau, Weiß und Schwarz und symbolisierten die fünf Ethnien Mandschukuos: Mandschu, Mongolen, Han-Chinesen, Koreaner und Japaner.
Ursprünglich bestand die Garde aus 200 Soldaten, später wurde ihr jedoch noch eine unabhängige Brigade angeschlossen, die Jing’an-Guerillaeinheit (chinesisch 靖安游擊隊 / 靖安游击队, Pinyin Jìng’ān yóujīduì, W.-G. Ching-an yu-chi-tui). Diese wurde hauptsächlich für Geheimoperationen und Spezialaufträge eingesetzt und war eher eine kämpfende Einheit.
Die Kaiserliche Garde kämpfte nach zahlreichen Einsätzen gegen Guerillakräfte zuletzt im August 1945 gegen die sowjetische Invasion der Mandschurei, waren jedoch hoffnungslos unterlegen. Sie wurde nach der Zerschlagung Mandschukuos aufgelöst.